# New Philadelphia (Pennsylvania)
New Philadelphia is een plaats (borough) in de Amerikaanse staat Pennsylvania, en valt bestuurlijk gezien onder Schuylkill County.

## Demografie
Bij de volkstelling in 2000 werd het aantal inwoners vastgesteld op 1149.
In 2006 is het aantal inwoners door het United States Census Bureau geschat op 1103, een daling van 46 (-4.0%).

## Geografie
Volgens het United States Census Bureau beslaat de plaats een oppervlakte van
3,9 km² en wordt doorkruist door freeway 309.

## Plaatsen in de nabije omgeving
De onderstaande figuur toont nabijgelegen plaatsen in een straal van 8 km rond New Philadelphia.